# هيرب برادلي
هيرب برادلي (بالإنجليزية: Herb Bradley) هو لاعب كرة قاعدة أمريكي، ولد في 3 يناير 1903 في أجندا في الولايات المتحدة، وتوفي في 16 أكتوبر 1959 في كلاي سنتر في الولايات المتحدة.

## وصلات خارجية
- هيرب برادلي على موقعبيزبول رفرنس.كوم (الدوري الرئيسي) (الإنجليزية)
- هيرب برادلي على موقعبيزبول رفرنس.كوم (الدوري الثانوي) (الإنجليزية)
- هيرب برادلي على موقع مشجعي الرسوم البيانية (الإنجليزية)